# Fissidens azoricus
Fissidens azoricus là một loài Rêu trong họ Fissidentaceae. Loài này được (P. de la Varde) Bizot mô tả khoa học đầu tiên năm 1974.